# 제유
제유(提喩)는 수사법의 하나로 시네도키(synecdoche)라고도 한다. 은유의 일종으로 상위개념을 하위개념으로 또는 반대로 하위 개념을 상위 개념으로 바꾸는 것을 말한다.
구체적으로는
- 어떤 카테고리와 거기에 포함되는 개별 요소
- 전체와 그 일부분
- 물체와 그 재료

등의 관계에 따라 교체한다.
예:
- 손이 부족 : 일을 할 사람이 부족하다는 뜻으로 손이 사용된다.
- 사람은 빵만으로는 살 수 없다 : 빵은 음식 혹은 넓게는 "물질적 충족"의 의미로 사용된다.

제유도 포함해 개념적인 관계 및 유사성에 근거한 교체를 환유라고 한다.

## 대유법
대유법(代喩法)은 어떤 사물의 명칭을 그 일부분으로 전체를 대표케 하거나, 그 사물에 관계가 있는 명칭을 들어서 대신하게 하는 비유법이다. 예를 들어 '무궁화 삼천리'라는 말로 대한민국을 의미하거나, '백의천사'라는 말로 간호사를 가리키는 것 등이다.

## 같이 보기
- 파르스 프로 토토